# Nyks
Nyks (stgr. Νύξ Nýx – noc, łac. Nox – noc) – w mitologii greckiej bogini i uosobienie nocy (ciemności nocnej).
Należała do bogów pierwotnych (Protogenoi). Uchodziła za córkę Chaosu. Z Erebem, który był jej bratem, miała córki: Hemerę i Nemezis oraz synów: Eter i Charona, natomiast z Tartarem (niektóre źródła podają, iż para boskich braci nie miała ojca) – Tanatosa (Śmierć) i Hypnosa (Sen), a z Uranosem – Lyssę (Szał). Bez udziału pierwiastka męskiego zrodziła szereg bóstw, uosobień, abstrakcji, demonów: Apate (Zdrada, Oszustwo), Filotes (Czułość, Przyjaźń), Geras (Starość), Momos (Szyderstwo, Sarkazm), Morosa (Los, Zgon), kery, Eris (Niezgoda), Mojry. Niekiedy uważano ją za matkę Erynii i Hesperyd.
W gigantomachii walczyła po stronie bogów olimpijskich. Swą siedzibę miała na dalekim Zachodzie (poza krainą Atlasa).
Jej kult należał do rzadkości, czczono ją w Megarze.
W sztuce przedstawiana jest zwykle jako kobieta ze skrzydłami u ramion, w ciemnej szacie, z zawojem wokół twarzy, na rydwanie, w towarzystwie Gwiazd. Wyobrażenie bogini występuje między innymi w greckim malarstwie wazowym i rzeźbie (sarkofagi i nagrobki; fryz Ołtarza Pergamońskiego, przedstawiający sceny z gigantomachii).
Imieniem bogini nazwano jedną z planetoid – (3908) Nyx, a także drugi księżyc Plutona – Nix.

## Potomstwo Nyks
Większość zrodziła sama z siebie lub z Erebem, wersje są różne.
- Eter
- Hemera
- Eros
- Uranos (według niektórych wersji)

### Demony i bogowie spraw śmierci, niedoli, różnych uczuć
| - Tanatos - Eris - Hypnos - Kery - Moros - Oneiroi | - Momos - Oizys - Mojry - Hesperydy - Nemezis - Apate | - Filotes - Geras - Sophrosyne - Hybris - Epifron - Eleos | - Eufrozyna (niektóre wersje) - Erynie (niektóre wersje) - Hekate (niektóre wersje) - Styks |